# Herb Świnoujścia
Herb Świnoujścia – jeden z symboli miasta Świnoujście w postaci herbu.

## Wygląd i symbolika
Herb przedstawia w niebieskim polu tarczy wizerunek czerwonego gryfa pomorskiego zwróconego w prawo, trzymającego w żółtych szponach białą kotwicę okrętową z czarnym obrysem, ze złożonymi skrzydłami, z językiem czerwonym i żółtym dziobem. Tarcza od góry jest prostokątna, u dołu obła i posiada czarny obrys oraz w górnej części na białym tle napis „ŚWINOUJŚCIE”.
Symbolika herbu nawiązuje do historii Świnoujścia (Księstwo pomorskie) i morskiego charakteru miasta.

## Historia
W roku 1752 z projektem herbu wystąpił ówczesny świnoujski burmistrz Wilhelm Ludwig Weißenberg. Znajdował się na nim żaglowiec na morzu. Widoczny był też ląd z rosnącą wierzbą i mężczyzną. Nad herbem widniał łaciński napis Finis coronat opus czyli Koniec wieńczy dzieło. Projekt nie został jednak przyjęty, ale pozwolono na tymczasowe korzystanie z niego.
Kolejny projekt herbu stworzył szczecinian o nazwisku Tschirner. Ten, wzorując się na herbie Anklam zaprojektował herb na którym uwidoczniony był gryf z rozpostartymi skrzydłami oraz koroną na głowie. W łapach miał on kotwicę. Po niewielkich, wręcz kosmetycznych zmianach i usunięciu korony został przyjęty jeszcze w roku 1752, jeszcze przed otrzymaniem praw miejskich. Równocześnie w użyciu była pieczęć miejska z dodatkowym napisem „Swien – Münde. Ratssiegel”.